# کلارا اسمیت
کلارا اسمیت (انگلیسی: Clara Smith؛ ۱۸۹۴ – ۲ فوریهٔ ۱۹۳۵) یک موسیقی‌دان اهل ایالات متحده آمریکا بود.